# Kościół św. Wojciecha w Dalewie
Kościół św. Wojciecha w Dalewie – zabytkowy kościół parafialny w Dalewie, w powiecie śremskim, w województwie wielkopolskim.

## Architektura
Obiekt jest wczesnogotycki, z początku XIV wieku (przebudowany w XVII wieku). Budowla jest jednonawowa z węższym prezbiterium, przykryta dwuspadowym dachem, który wieńczy wieżyczka z żelazną chorągiewką z datą 1699 i literami LC. We wnętrzu znajduje się barokowy ołtarz sprzed 1610, a na nim obraz Adoracji Matki Boskiej z Dzieciątkiem przez świętego Stanisława i świętego Wojciecha z 1687. Po bokach znajdują się drewniane figury św. Jana Ewangelisty i św. Mateusza. Nad prezbiterium widnieją freski przedstawiające patronów kościoła z 1613. W barokowych ołtarzach bocznych są figury Chrystusa Króla i św. Jana Nepomucena. Na zewnątrz tablica ks. Piotra Wawrzyniaka z 1980 (pochodził z nieodległej Wyrzeki) oraz trzy inne tablice poświęcone poległym w wojnach światowych. Przy kościele znajduje się drewniana dzwonnica konstrukcji szkieletowej z 1878.

## Otoczenie
Przy kościele znajduje się kilka grobów. Pochowano tu m.in.:
- ks. Juliana Cichowskiego (ur. 7 stycznia 1870, zm. 12 sierpnia 1948) – proboszcza dalewskiego i dziekana śremskiego,
- ks. Jana Konopczyńskiego (ur. 24 kwietnia 1883, zm. 17 lipca 1961) – kanonika honorowego Kapituły Prymasowskiej w Gnieźnie, proboszcza parafii Najświętszego Serca Pana Jezusa w Bydgoszczy, dziekana dekanatu Bydgoszcz I, budowniczego kościoła Matki Boskiej Nieustającej Pomocy na bydgoskim Szwederowie[6].